# Chiesa del Santo Volto (Torino)
La chiesa del Santo Volto è un luogo di culto cattolico della città di Torino realizzato tra il 2004 e il 2006 su progetto dell'architetto svizzero Mario Botta che ricorda un reattore nucleare.

## Storia
La chiesa, la prima costruita a Torino nel XXI secolo, sorge in Borgata Ceronda, lungo la cosiddetta Spina 3, ovvero quella parte del comune di Torino compresa tra i quartieri San Donato, Madonna di Campagna e Parella, un tempo area di massicci insediamenti industriali stanziatisi a partire dagli anni cinquanta-sessanta che comprendevano i fabbricati della Michelin, Teksid, Deltasider S.p.A., Pianelli & Traversa, nonché svariate acciaierie. Dal 2000, a causa della progressiva dismissione degli impianti industriali esistenti, la zona è stata interessata da una radicale riqualificazione urbana, dotando l'area di un parco pubblico che, con i suoi 456.000 metri quadrati di superficie, rappresenta uno dei più vasti polmoni verdi della città.
Nasceva dunque l'esigenza, come dichiarò il Cardinal Poletto, di «fornire il servizio religioso al nuovo quartiere» e di costruire, «la prima chiesa del XXI secolo». L'edificio religioso è stato costruito in appena cinque anni e ha occupato oltre cento lavoratori tra operai e professionisti ed è ubicato all'incrocio tra via Borgaro e corso Svizzera, a poca distanza dalla Dora.
 La parrocchia omonima è stata inaugurata l'8 dicembre 2006 dall'arcivescovo Poletto.

## Descrizione

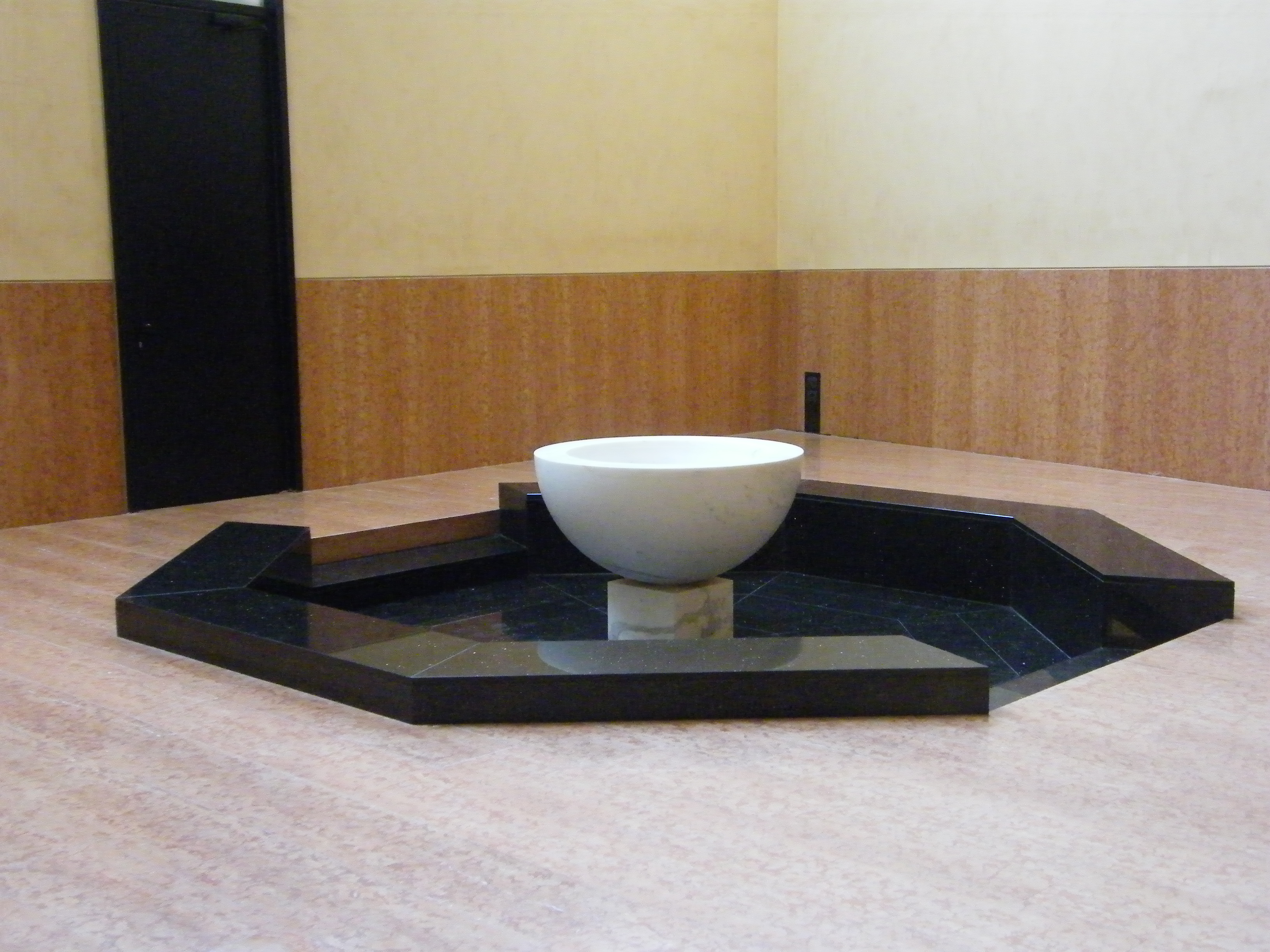
Fonte Battesimale

Interno della Chiesa del Santo Volto

La chiesa si sviluppa secondo una pianta centrale e la navata è formata da sette torri perimetrali alte 35 metri ciascuna. L'interno della chiesa risulta molto luminoso e si avvale di un'illuminazione diurna che penetra perpendicolarmente dalle alte torri e ha una capienza di 700 posti.
I volumi delle singole torri, svuotate al loro interno per assolvere a funzione di lucernari, sostengono il modulo cilindrico sospeso che funge da tamburo della cupola che sovrasta la navata e che ha una forma piramidale, costituita dall'alternarsi di moduli pieni e vuoti che ruotano perimetralmente.
 
A memoria della vocazione industriale dell'area è stata volutamente lasciata intatta una vecchia ciminiera di fianco alla chiesa, che è stata trasformata in una sorta di campanile post-moderno avvolto da una struttura metallica elicoidale che sale verso la croce collocata in cima; le campane in realtà non sono collocate in cima, ma si trovano ai piedi della ciminiera, incernierate all'interno di una struttura inscritta in una cornice di metallo quadrangolare posta accanto alle gradinate che danno accesso al sagrato.
Il complesso misura circa 12.000 m2 e, oltre che dalla chiesa, è composto dalla sala polivalente sotterranea e da una serie di locali nei quali trovano posto i nuovi uffici della Curia Metropolitana dell'Arcidiocesi di Torino.
Al suo interno la navata presenta l'altare bianco rivolto verso la città e alle sue spalle si staglia il Santo Volto della Sindone, posto in rilievo imitando un effetto pixel.
Il costo dell'opera è stato di circa 30 milioni di euro: 12 da parte della diocesi, il resto dalla Fondazione C.R.T., Compagnia di San Paolo e Regione Piemonte.

### L'organo a canne
Alla sinistra dell'altare, entro una nicchia, si trova l'organo a canne. Lo strumento è stato costruito nel 2006 dai Fratelli Ruffatti e dispone di 40 registri (dei quali 35 reali, 3 trasmessi e 2 digitali) per un totale di 2706 canne. La trasmissione è meccanica, con sistema elettrico di servoassistenza per i registri. La console è fissa, davanti al corpo d'organo, e dispone di tre tastiere di 61 note ciascuna e pedaliera concavo-radiale di 32; i registri sono azionati da pomelli su più colonne ai lati dei manuali.

## Le polemiche
All'interno della Chiesa torinese, la costruzione di quest'opera è stata preceduta da un ampio dibattito, che ha diviso in due sia il clero sia i credenti della città.
Don Carlo Carlevaris, il primo prete operaio della città, si pronunciò contro l'opportunità di stanziare 12 milioni per una costruzione del genere, essendoci a Torino situazioni di povertà a cui questo denaro poteva essere devoluto.
Il sacerdote espose le sue tesi pubblicamente, con articoli sul settimanale diocesano La Voce del Popolo e lettere nella rubrica Specchio dei tempi de La Stampa; l'opinione favorevole alla costruzione venne invece rappresentata da don Giuseppe Trucco, anch'egli ex prete operaio, che in seguito divenne il primo parroco del Santo Volto.
Chiamati dall'arcivescovo Severino Poletto a votare, i sacerdoti torinesi si espressero a favore della costruzione della chiesa con una maggioranza molto risicata, 52 % contro 48 %, su un totale di 431 votanti.
In una intervista successiva all'apertura, Don Trucco ammise che "la chiesa in un anno ha spese per 50 mila euro e che tutte le contribuzioni dei parrocchiani non superano i 25 mila euro l'anno. E poi c'è la diocesi che ripiana il deficit attingendo da un terzo dell'8 per mille."